# Râul Leurdele
Râul Leurdele este un curs de apă, afluent al râului Lespezel. 

## Hărți
- Harta Munților Vâlcan  Arhivat în 15 iunie 2011, la Wayback Machine.